# Saint-Lys
Pour les articles homonymes, voir Lys.
Saint-Lys (prononcé [sɛ̃ lis] ; Sent Lis en Gascon) est une commune française située dans le nord du département de la Haute-Garonne, en région Occitanie.
Sur le plan historique et culturel, la commune est en Gascogne toulousaine, et dans le Pays toulousain en termes de région naturelle, qui s’étend autour de Toulouse le long de la vallée de la Garonne, bordé à l’ouest par les coteaux du Savès, à l’est par ceux du Lauragais et au sud par ceux de la vallée de l’Ariège et du Volvestre. Exposée à un climat océanique altéré, elle est drainée par le Touch, le ruisseau de la Saudrune, le ruisseau l'Aiguebelle, le Trujol, le ruisseau de Bajoly, le ruisseau de Mescurt et par divers autres petits cours d'eau. La commune possède un patrimoine naturel remarquable composé d'une zone naturelle d'intérêt écologique, faunistique et floristique.
Saint-Lys est une commune urbaine qui compte 9 776 habitants en 2022, après avoir connu une forte hausse de la population depuis 1962. Elle est dans l'unité urbaine de Saint-Lys et fait partie de l'aire d'attraction de Toulouse. Ses habitants sont appelés les Saint-Lysiens ou Saint-Lysiennes.
Le patrimoine architectural de la commune comprend un immeuble protégé au titre des monuments historiques : la halle de Saint-Lys, inscrite en 2004.

## Géographie

### Localisation
La commune de Saint-Lys se trouve dans le département de la Haute-Garonne, en région Occitanie.
Elle se situe à 24 km à vol d'oiseau de Toulouse, préfecture du département, à 13 km de Muret, sous-préfecture, et à 11 km de Plaisance-du-Touch, bureau centralisateur du canton de Plaisance-du-Touch dont dépend la commune depuis 2015 pour les élections départementales.
La commune est par ailleurs ville-centre du bassin de vie de Saint-Lys.
Les communes les plus proches sont : 
Saiguède (3,2 km), Sainte-Foy-de-Peyrolières (3,5 km), Bonrepos-sur-Aussonnelle (4,2 km), Cambernard (4,4 km), Fontenilles (4,5 km), Fonsorbes (5,0 km), Saint-Clar-de-Rivière (6,2 km), Lias (6,4 km).
Sur le plan historique et culturel, Saint-Lys fait partie du pays toulousain, une ceinture de plaines fertiles entrecoupées de bosquets d'arbres, aux molles collines semées de fermes en briques roses, inéluctablement grignotée par l'urbanisme des banlieues.
Saint-Lys est limitrophe de sept autres communes qui sont Fontenilles, Fonsorbes, Lamasquère, Saiguède, Saint-Clar-de-Rivière, Sainte-Foy-de-Peyrolières, et Seysses. 
|                           | Fontenilles           | Fonsorbes  |
| Saiguède                  | Saint-Lys             | Seysses    |
| Sainte-Foy-de-Peyrolières | Saint-Clar-de-Rivière | Lamasquère |

### Géologie et relief
La superficie de la commune est de 2 130 hectares ; son altitude varie de 175  à   220 mètres.

### Hydrographie

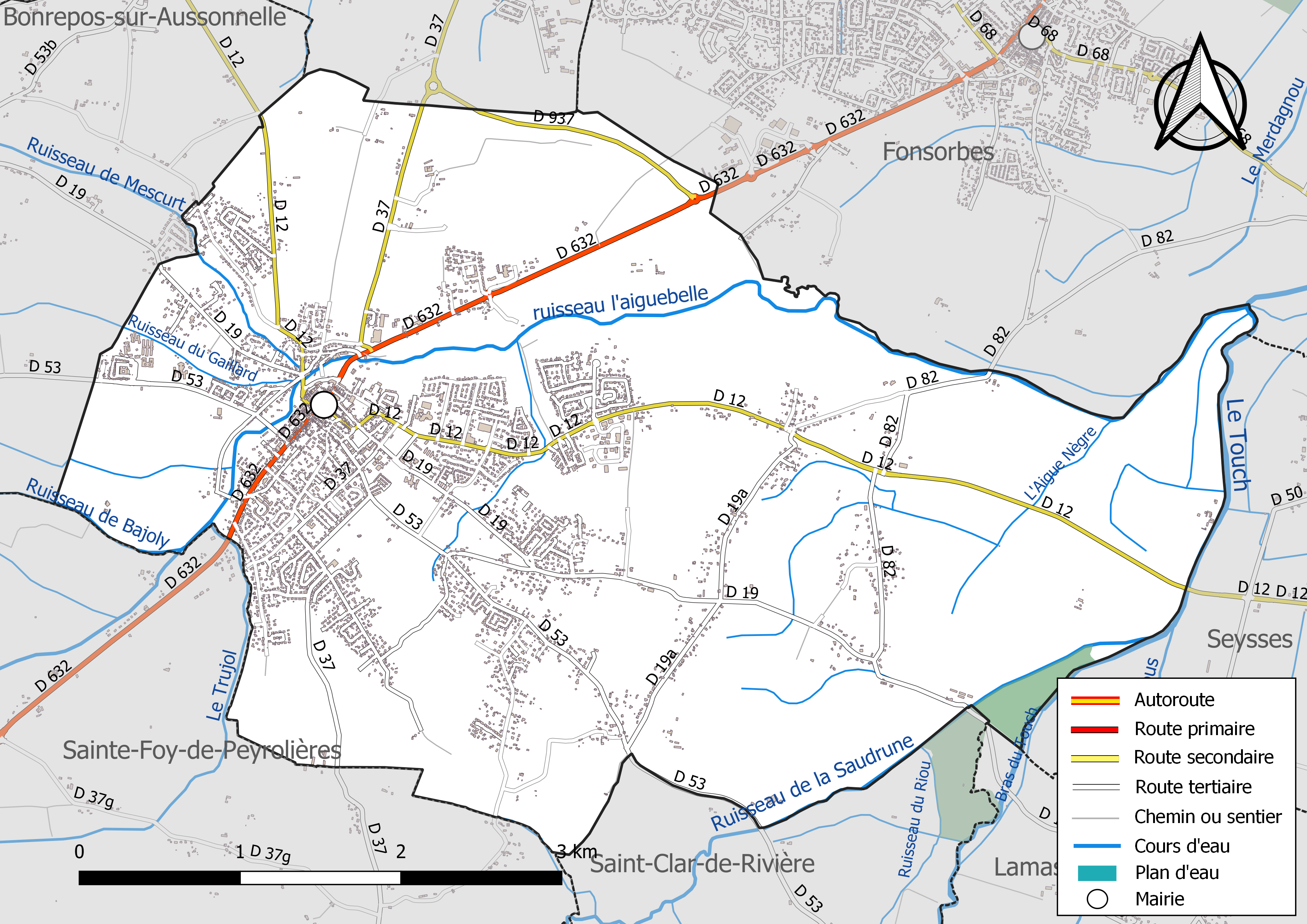
Réseaux hydrographique et routier de Saint-Lys.

La commune est dans le bassin de la Garonne, au sein du bassin hydrographique Adour-Garonne. Elle est drainée par le Touch, le ruisseau de la Saudrune, le ruisseau l'Aiguebelle, le Trujol, le ruisseau de Bajoly, le ruisseau de Mescurt, l'Aigue Nègre, le ruisseau de Goudourg, le ruisseau du Gaillard et par divers petits cours d'eau, constituant un réseau hydrographique de 26 km de longueur totale,.
Le Touch, d'une longueur totale de 74,5 km, prend sa source dans la commune de Lilhac et s'écoule du sud-ouest vers le nord-est. Il traverse la commune et se jette dans la Garonne à Blagnac, après avoir traversé 29 communes.
Le ruisseau de la Saudrune, d'une longueur totale de 18,5 km, prend sa source dans la commune de Muret et s'écoule vers le nord-est. Il traverse la commune et se jette dans la Garonne à Toulouse, après avoir traversé 7 communes.
Le ruisseau l'Aiguebelle, d'une longueur totale de 16,3 km, prend sa source dans la commune de Saint-Thomas et s'écoule d'ouest en est. Il se jette dans le Touch sur le territoire communal, après avoir traversé 4 communes.

### Climat
Pour des articles plus généraux, voir Climat de l'Occitanie et Climat de la Haute-Garonne.
En 2010, le climat de la commune est de type climat du Bassin du Sud-Ouest, selon une étude s'appuyant sur une série de données couvrant la période 1971-2000. En 2020, Météo-France publie une typologie des climats de la France métropolitaine dans laquelle la commune est exposée à un climat océanique altéré et est dans la région climatique Aquitaine, Gascogne, caractérisée par une pluviométrie abondante au printemps, modérée en automne, un faible ensoleillement au printemps, un été chaud (19,5 °C), des vents faibles, des brouillards fréquents en automne et en hiver et des orages fréquents en été (15 à 20 jours).
Pour la période 1971-2000, la température annuelle moyenne est de 12,9 °C, avec une amplitude thermique annuelle de 15,7 °C. Le cumul annuel moyen de précipitations est de 691 mm, avec 9 jours de précipitations en janvier et 5,4 jours en juillet. Pour la période 1991-2020, la température moyenne annuelle observée sur la station météorologique la plus proche, située sur la commune de Lherm à 10 km à vol d'oiseau, est de 13,6 °C et le cumul annuel moyen de précipitations est de 620,4 mm,. Pour l'avenir, les paramètres climatiques de la commune estimés pour 2050 selon différents scénarios d'émission de gaz à effet de serre sont consultables sur un site dédié publié par Météo-France en novembre 2022.

### Milieux naturels et biodiversité

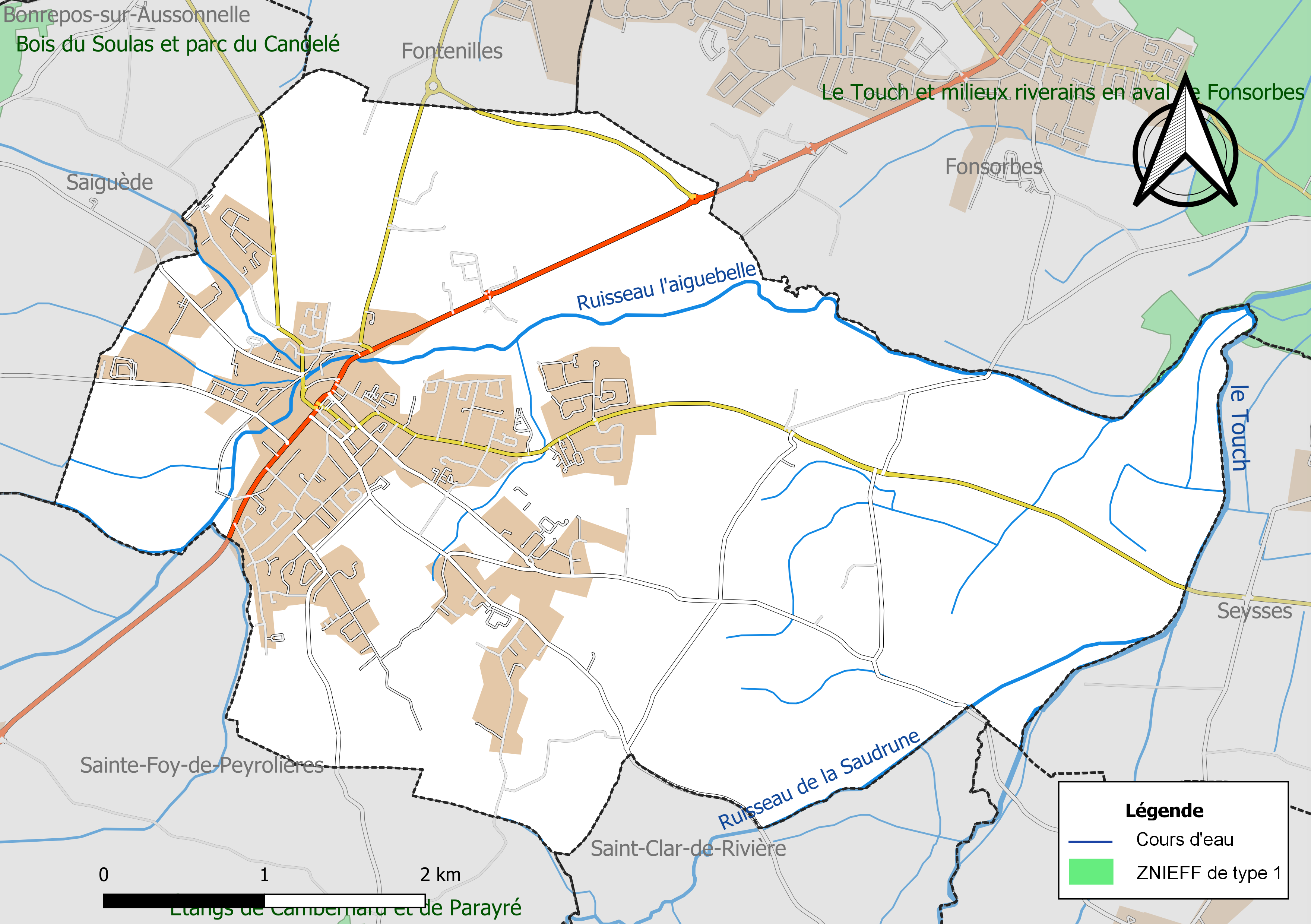
Carte de la ZNIEFF de type 1 localisée sur la commune.

L’inventaire des zones naturelles d'intérêt écologique, faunistique et floristique (ZNIEFF) a pour objectif de réaliser une couverture des zones les plus intéressantes sur le plan écologique, essentiellement dans la perspective d’améliorer la connaissance du patrimoine naturel national et de fournir aux différents décideurs un outil d’aide à la prise en compte de l’environnement dans l’aménagement du territoire.
Une ZNIEFF de type 1 est recensée sur la commune :
« le Touch et milieux riverains en aval de Fonsorbes » (870 ha), couvrant 7 communes du département.

## Urbanisme

### Typologie
Au 1er janvier 2024, Saint-Lys est catégorisée ceinture urbaine, selon la nouvelle grille communale de densité à sept niveaux définie par l'Insee en 2022.
Elle appartient à l'unité urbaine de Saint-Lys, une unité urbaine monocommunale constituant une ville isolée,. Par ailleurs la commune fait partie de l'aire d'attraction de Toulouse, dont elle est une commune de la couronne,. Cette aire, qui regroupe 527 communes, est catégorisée dans les aires de 700 000 habitants ou plus (hors Paris),.

### Occupation des sols
L'occupation des sols de la commune, telle qu'elle ressort de la base de données européenne d’occupation biophysique des sols Corine Land Cover (CLC), est marquée par l'importance des territoires agricoles (69,5 % en 2018), en diminution par rapport à 1990 (85,3 %). La répartition détaillée en 2018 est la suivante : 
terres arables (46 %), zones urbanisées (24,3 %), zones agricoles hétérogènes (23,5 %), forêts (6,2 %). L'évolution de l’occupation des sols de la commune et de ses infrastructures peut être observée sur les différentes représentations cartographiques du territoire : la carte de Cassini (XVIIIe siècle), la carte d'état-major (1820-1866) et les cartes ou photos aériennes de l'IGN pour la période actuelle (1950 à aujourd'hui).

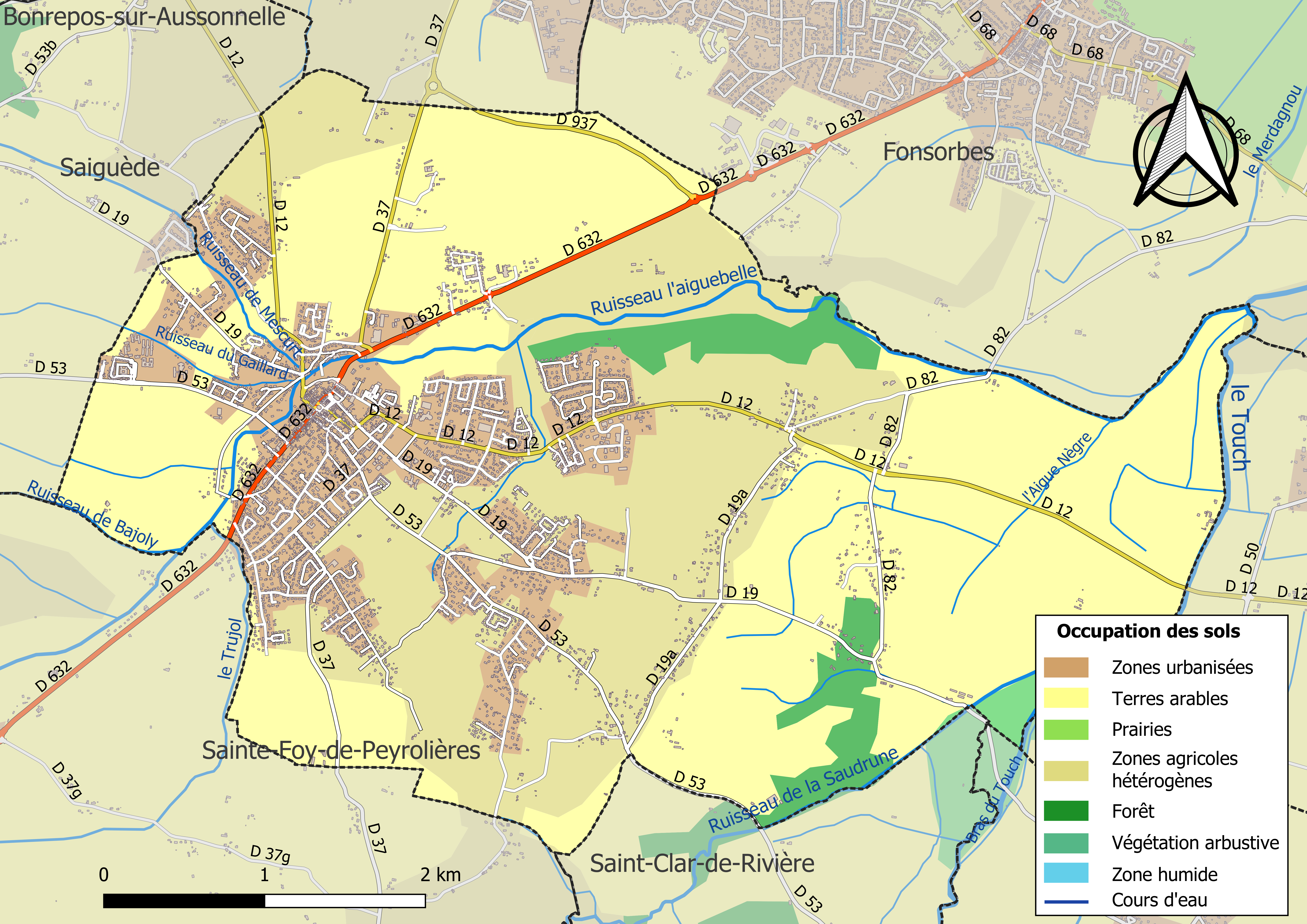
Carte des infrastructures et de l'occupation des sols de la commune en 2018 (CLC).

### Hameaux et lieux-dits
Le Rousset, Guiraoudéou, Mathieu, Barthas, La Poque, Le Gavachon, Lasbroues et le hameau Mingecèbes, célèbre à cause de Charles Mouly, dépendent de la commune.

### Voies de communication et transports

#### Voies de communication
La commune est accessible par l'autoroute A64 (sortie no 35 (via la D12)) et la route nationale 124 (sorties no 9 (via la D37) et 11 (via la D12)), et la départementale 632 (ancienne nationale 632).

#### Transports
La ligne 116 du réseau Tisséo relie l'arrêt Saint-Lys–Rossignols et le centre de la commune au lycée de Tournefeuille, en correspondance avec le Linéo L3 vers la station Arènes du métro de Toulouse, la ligne 315 relie l'arrêt Saint-Lys–ZA du Boutet et le centre de la commune à la gare de Muret, la ligne 305 du réseau Arc-en-Ciel relie le centre de la commune à la station Arènes, la ligne 321 relie la commune à la gare de Muret depuis Fonsorbes, et la ligne 365 relie la commune à la gare routière de Toulouse depuis Boulogne-sur-Gesse.
La gare la plus proche est la gare de Muret, desservie par le réseau TER Occitanie sur la ligne Toulouse - Bayonne et par les trains urbains de Toulouse par la ligne D.
L'aéroport le plus proche de Saint-Lys est l'aéroport Toulouse-Blagnac.

### Risques majeurs
Le territoire de la commune de Saint-Lys est vulnérable à différents aléas naturels : météorologiques (tempête, orage, neige, grand froid, canicule ou sécheresse), inondations et séisme (sismicité très faible). Un site publié par le BRGM permet d'évaluer simplement et rapidement les risques d'un bien localisé soit par son adresse soit par le numéro de sa parcelle.
Certaines parties du territoire communal sont susceptibles d’être affectées par le risque d’inondation par débordement de cours d'eau, notamment le Saudrune et le ruisseau l'Aiguebelle. La commune a été reconnue en état de catastrophe naturelle au titre des dommages causés par les inondations et coulées de boue survenues en 1982, 1993, 1999, 2000, 2003, 2004, 2009 et 2017,.

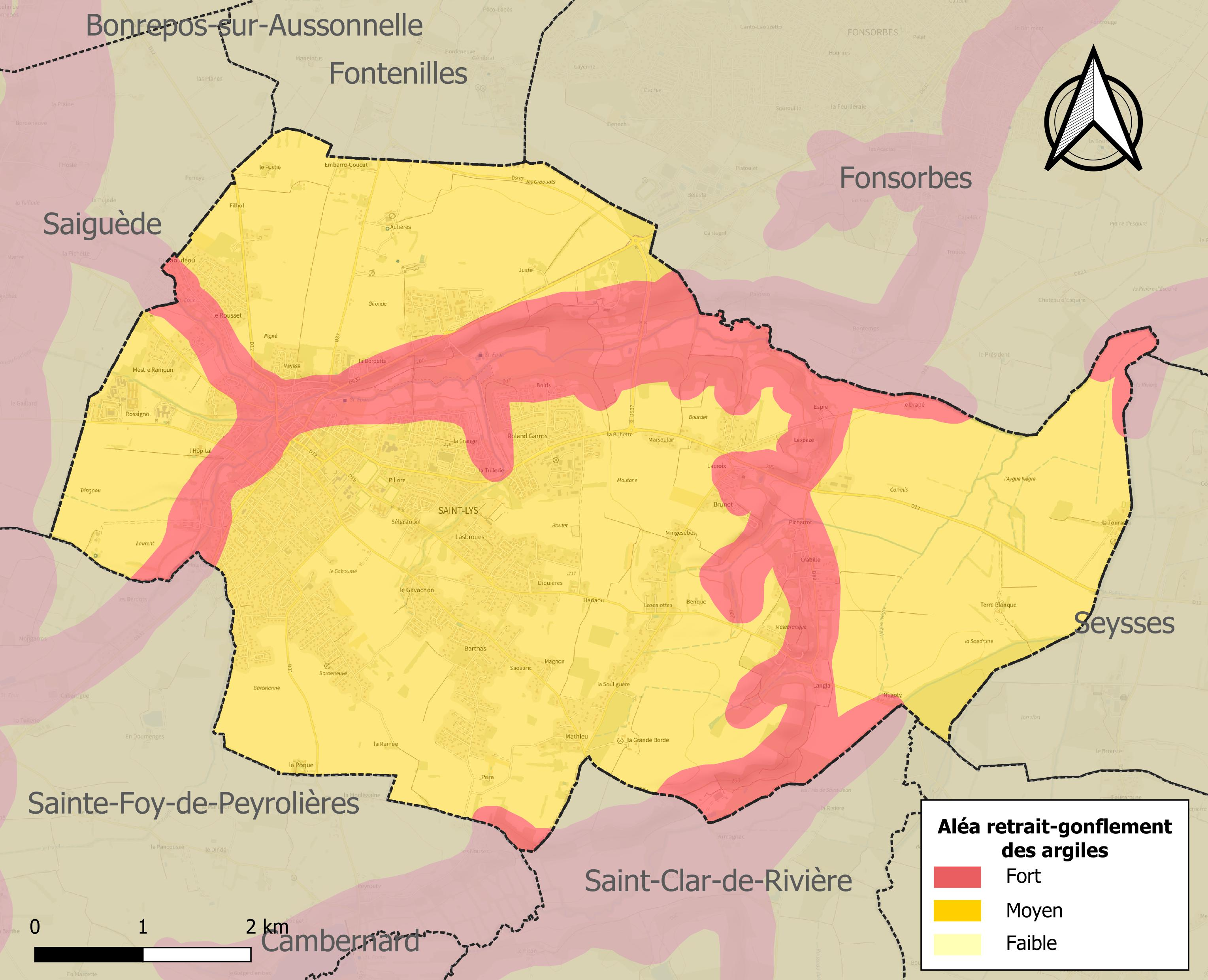
Carte des zones d'aléa retrait-gonflement des sols argileux de Saint-Lys.

Le retrait-gonflement des sols argileux est susceptible d'engendrer des dommages importants aux bâtiments en cas d’alternance de périodes de sécheresse et de pluie. La totalité de la commune est en aléa moyen ou fort (88,8 % au niveau départemental et 48,5 % au niveau national). Sur les 3 057 bâtiments dénombrés sur la commune en 2019, 3 057 sont en aléa moyen ou fort, soit 100 %, à comparer aux 98 % au niveau départemental et 54 % au niveau national. Une cartographie de l'exposition du territoire national au retrait gonflement des sols argileux est disponible sur le site du BRGM,.
Par ailleurs, afin de mieux appréhender le risque d’affaissement de terrain, l'inventaire national des cavités souterraines permet de localiser celles situées sur la commune.
Concernant les mouvements de terrains, la commune a été reconnue en état de catastrophe naturelle au titre des dommages causés par la sécheresse en 1989, 1996, 2003, 2011, 2015, 2016 et 2017 et par des mouvements de terrain en 1999.

## Toponymie
La commune a été baptisée Saint-Lys, gasconisé en Sent Lis, lors de sa création au Moyen Âge (1280) par référence au roi de France. Eustache de Beaumarché, un des fondateurs de la bastide, avait sûrement l'objectif de marquer l'appartenance de ce territoire au royaume de France, car il se situait aux confins du Comminges et du Comté toulousain. Le lys était le symbole des rois de France.
Durant la Révolution, la commune porte le nom d'Eaubelle (Aigabèra en gascon). Ce nom était sûrement le nom de ce territoire avant la fondation de la bastide en 1280.
En gascon, le nom de la commune est Sent Lis.
Ses habitants sont appelés les Saint-Lysiens.

## Histoire

### Moyen Âge
Cette bastide a été fondée par paréage entre le représentant du roi de France, Eustache de Beaumarchès, et l'abbaye de Planselve, à Gimont, qui possédait les terres de la grange d'Eaubelle.

### XIXesiècle
La bastide est restée une modeste bourgade, chef-lieu de canton, jusqu'au XIXe siècle, où elle se trouve sur la ligne de chemin de fer reliant Toulouse à Boulogne-sur-Gesse, aujourd'hui démantelée.

### Seconde Guerre mondiale (1939-1945)
Le 12 juin 1944, vers la fin de la seconde Guerre mondiale, des unités de la IIe panzerdivision SS « Das Reich » tuent neuf maquisards et exécutent douze civils à Saint-Lys, Bonrepos-sur-Aussonnelle et Saiguède. Des odonymes locaux rappellent cet événement (cf. Square du 12-Juin-1944 à Saint-Lys.)

### Après-guerre
Saint-Lys connaît une rapide croissance démographique au cours de la deuxième moitié du XXe siècle, grâce à l'installation de Saint-Lys Radio, puis à l'arrivée des rapatriés d'Algérie et surtout du fait de la proximité de Toulouse ; la ville passe ainsi de 1 000 habitants en 1950 à plus de 8 500 en 2010.

### Héraldique
| Saint-Lys | Blason azur aux deux anges d'argent tenant une cloche du même, accompagnée de cinq fleurs de lys d'or, deux en chef et trois en pointe ordonnées 2 et 1. On retrouve trace de ce blason sur la couleuvrine datant de 1589 exposée en mairie. À l’origine, les anges étaient nus. |

## Politique et administration

### Administration municipale
Le nombre d'habitants au recensement de 2017 étant compris entre 5 000 habitants et 9 999 habitants, le nombre de membres du conseil municipal pour l'élection de 2020 est de vingt-neuf,.

### Rattachements administratifs et électoraux
Commune faisant partie de la sixième circonscription de la Haute-Garonne, de la communauté d'agglomération du Muretain et du canton de Plaisance-du-Touch (avant le redécoupage départemental de 2014, Saint-Lys était le chef-lieu de l'ex-canton de Saint-Lys).

### Conseils
Conseil municipal des Jeunes de la ville de Saint-Lys
Conseil d'Administration, propre au collège Léo Férré
Conseil de la Vie Collégienne, propre au collège Léo Férré
Le Conseil de Sages est composé de 15 membres ayant pour mission la consultation et la proposition de thèmes à voir, revoir ou abandonner, selon des secteurs définis. Ils sont affiliés à La Fédération des Villes et Conseil de Sages de France.

### Politique environnementale
- Coulée Verte de l'Ayguebelle : « lac des pêcheurs », espace de promenade, aire de pique-nique et parcours de santé qui s'étend sur une centaine d'hectares.
- Boulodrome d'été : arborant des platanes centenaires et annexant un skate park type "bowl" et une aire de jeux pour enfants.

#### Écologie et recyclage
La collecte et le traitement des déchets des ménages et des déchets assimilés ainsi que la protection et la mise en valeur de l'environnement se font dans le cadre de la communauté d'agglomération du Muretain.
- Déchetterie sur la commune qui permet aux particuliers d'évacuer leurs déchets dans de bonnes conditions, éviter les dépôts sauvages sur le territoire et économiser les matières premières en recyclant certains déchets.
- Espaces verts[40].

### Jumelages
- Maceira (Leiria) (Portugal) District de Leiria

## Population et société

### Démographie
| 1793 | 1800 | 1806  | 1821  | 1831  | 1836  | 1841  | 1846  | 1851  |
| ---- | ---- | ----- | ----- | ----- | ----- | ----- | ----- | ----- |
| 916  | 998  | 1 047 | 1 209 | 1 223 | 1 223 | 1 293 | 1 416 | 1 445 |

| 1856  | 1861  | 1866  | 1872  | 1876  | 1881  | 1886  | 1891  | 1896  |
| ----- | ----- | ----- | ----- | ----- | ----- | ----- | ----- | ----- |
| 1 471 | 1 533 | 1 569 | 1 451 | 1 443 | 1 491 | 1 483 | 1 343 | 1 245 |

| 1901  | 1906  | 1911  | 1921 | 1926  | 1931  | 1936  | 1946  | 1954  |
| ----- | ----- | ----- | ---- | ----- | ----- | ----- | ----- | ----- |
| 1 283 | 1 188 | 1 116 | 998  | 1 053 | 1 024 | 1 040 | 1 007 | 1 238 |

| 1962  | 1968  | 1975  | 1982  | 1990  | 1999  | 2005  | 2006  | 2010  |
| ----- | ----- | ----- | ----- | ----- | ----- | ----- | ----- | ----- |
| 1 426 | 1 794 | 2 820 | 3 503 | 4 565 | 5 455 | 7 463 | 7 741 | 8 537 |

| 2015  | 2020  | 2022  | - | - | - | - | - | - |
| ----- | ----- | ----- | - | - | - | - | - | - |
| 9 217 | 9 555 | 9 776 | - | - | - | - | - | - |

| selon la population municipale des années : | 1968 | 1975 | 1982 | 1990 | 1999 | 2006 | 2009 | 2013 |
| Rang de la commune dans le département      | 32   | 27   | 28   | 25   | 28   | 21   | 22   | 21   |
| Nombre de communes du département           | 592  | 582  | 586  | 588  | 588  | 588  | 589  | 589  |

### Enseignement
- Maternelle du Petit-Prince.
- École primaire Florence Arthaud. (Anciennement Gazailla)
- École élémentaire Florence Arthaud. (Anciennement Ayguebelle)
- Collège Léo-Ferré[48].
- École maternelle et élémentaire Éric-Tabarly (quartier de Moulin de la Jalousie).
- La commune a la particularité d'avoir accueilli la première section bilingue français / occitan de l'Éducation nationale dans la Haute-Garonne en septembre 2002. En 2014, plus de 160 enfants saint-lysiens bénéficient donc d'un enseignement, à parité horaire, en français et en occitan de la maternelle à la classe de 3e.

#### Inauguration - Rebaptisation pour les Ecoles primaires et élémentaires
Le 27 mai 2016, le groupe scolaire Gazailla et Ayguebelle de Saint-Lys a été rebaptisé "Florence Arthaud". Le maire de Saint-Lys, Jacques Tene, et le directeur des 2 établissements ont dévoilé ensemble les 2 plaques "Groupe scolaire Florence Arthaud" sous les applaudissements des 370 élèves, réunis pour l'occasion,.

### Santé
La commune possède un centre communal d'action sociale, des maisons de retraite (Les Rossignols, La Joie de Vivre et Maréchal Leclerc (EHPAD)), un laboratoire d'analyse médicale, un service d'ambulances, des infirmiers, une sage-femme, des médecins généralistes, des professionnels de la rééducation, de l'appareillage, des pédicures-podologues, des dentistes ainsi que deux pharmacies. La commune dispose aussi de vétérinaires.
Ainsi qu'une maison d’accueil spécialisée Rosine BET.

### Manifestations culturelles et festivités
Troupe de théâtre amateur.

#### Associations
- Envol donnons-leur des ailes, association coordinatrice du Téléthon.
- AMAP d'Ulysse, Association pour le maintien d'une agriculture paysanne, en association avec Les Jardins de Mesples.
- Asparel, association des représentants d'élèves, des écoles : Maternelle (Petit Prince), Primaire et Elémentaire (Florence Arthaud), et du Collège Léo Férré de Saint-Lys.
- Tabarlys, association des représentants d'élèves, des écoles Maternelles et Elementaire Eric Tabarly.

### Sports
- L'USCSL Rugby Séniors en Promotion Honneur de rugby à XV (saison 2012/2013). L’USCSL est champion Midi-Pyrénées en Promotion Honneur lors de la saison 2017-2018. L’USCSL est champion du terroir Haute-Garonne en Régional 1 lors de la saison 2023-2024.
- SLO Omnisports composé de 21 sections représentant environ 2000 licenciés[52].
- Le SLO Basket (faisant partit du SLO Omnisports) est le club de basket-ball de la ville. Il existe depuis plus de 80 ans.

### Médias
- De 1948 à 1998: Saint-Lys radio était une station radio marine en ondes décamétriques, installée dans la commune de Saint-Lys. Construite en 1948, elle a cessé d'émettre le vendredi 16 janvier 1998 à 20h00. France Télécom était l'exploitant de Saint-Lys radio qui permettait les liaisons radios avec les navires en mer et avec les aéronefs. Elle permettait les radiocommunications de catastrophe pour les organisations intervenant sur une catastrophe internationale. Elle permettait la demande d'aide médicale par radios ondes décamétriques au SAMU de Toulouse. La station Saint-Lys radio est à ce jour fermée.

### Cultes
L'église paroissiale Saint-Julien, de culte catholique, propose des offices tous les dimanches matin à partir de 10 h 30 mais reste ouverte toute la semaine.

## Économie

### Revenus
En 2018 (données Insee publiées en septembre 2021), la commune compte 3 855 ménages fiscaux, regroupant 9 486 personnes. La médiane du revenu disponible par unité de consommation est de 22 970 € (23 140 € dans le département). 53 % des ménages fiscaux sont imposés (55,3 % dans le département).

### Emploi
|                | 2008  | 2013  | 2018  |
| -------------- | ----- | ----- | ----- |
| Commune        | 7,5 % | 9,8 % | 7,3 % |
| Département    | 7,7 % | 9,6 % | 9,3 % |
| France entière | 8,3 % | 10 %  | 10 %  |

En 2018, la population âgée de 15 à 64 ans s'élève à 5 968 personnes, parmi lesquelles on compte 79,1 % d'actifs (71,8 % ayant un emploi et 7,3 % de chômeurs) et 20,9 % d'inactifs,. Depuis 2008, le taux de chômage communal (au sens du recensement) des 15-64 ans est inférieur à celui de la France et du département.
La commune fait partie de la couronne de l'aire d'attraction de Toulouse, du fait qu'au moins 15 % des actifs travaillent dans le pôle,. Elle compte 1 927 emplois en 2018, contre 1 998 en 2013 et 1 846 en 2008. Le nombre d'actifs ayant un emploi résidant dans la commune est de 4 316, soit un indicateur de concentration d'emploi de 44,6 % et un taux d'activité parmi les 15 ans ou plus de 62,5 %.
Sur ces 4 316 actifs de 15 ans ou plus ayant un emploi, 783 travaillent dans la commune, soit 18 % des habitants. Pour se rendre au travail, 88,4 % des habitants utilisent un véhicule personnel ou de fonction à quatre roues, 2,3 % les transports en commun, 6 % s'y rendent en deux-roues, à vélo ou à pied et 3,2 % n'ont pas besoin de transport (travail au domicile).

### Activités hors agriculture

#### Secteurs d'activités
609 établissements sont implantés à Saint-Lys au 31 décembre 2019. Le tableau ci-dessous en détaille le nombre par secteur d'activité et compare les ratios avec ceux du département,.
| Secteur d'activité                                                                                        | Commune | Commune | Département |
| Secteur d'activité                                                                                        | Nombre  | %       | %           |
| --- | ------- | ------- | ----------- |
| Ensemble                                                                                                  | 609     | 100 %   | (100 %)     |
| Industrie manufacturière, industries extractives et autres                                                | 37      | 6,1 %   | (5,7 %)     |
| Construction                                                                                              | 100     | 16,4 %  | (12 %)      |
| Commerce de gros et de détail, transports, hébergement et restauration                                    | 156     | 25,6 %  | (25,9 %)    |
| Information et communication                                                                              | 8       | 1,3 %   | (4,1 %)     |
| Activités financières et d'assurance                                                                      | 16      | 2,6 %   | (3,8 %)     |
| Activités immobilières                                                                                    | 21      | 3,4 %   | (4,2 %)     |
| Activités spécialisées, scientifiques et techniques et activités de services administratifs et de soutien | 90      | 14,8 %  | (19,8 %)    |
| Administration publique, enseignement, santé humaine et action sociale                                    | 119     | 19,5 %  | (16,6 %)    |
| Autres activités de services                                                                              | 62      | 10,2 %  | (7,9 %)     |

Le secteur du commerce de gros et de détail, des transports, de l'hébergement et de la restauration est prépondérant sur la commune puisqu'il représente 25,6 % du nombre total d'établissements de la commune (156 sur les 609 entreprises implantées à Saint-Lys), contre 25,9 % au niveau départemental.

#### Entreprises et commerces
Les cinq entreprises ayant leur siège social sur le territoire communal qui génèrent le plus de chiffre d'affaires en 2020 sont : 
- Opale, hypermarchés (25 934 k€) ;
- Saint-Lys La Joie De Vivre, hébergement médicalisé pour personnes âgées (4 594 k€) ;
- Saint-Lys Les Rossignols, hébergement médicalisé pour personnes âgées (4 567 k€) ;
- Societe De Montage Et D'etude Electro-Mecanique (S.m.e.e.) - Smee, fabrication de matériel de distribution et de commande électrique (3 765 k€) ;
- Sadrelien, commerce de détail de quincaillerie, peintures et verres en grandes surfaces (400 m2 et plus) (3 598 k€).

L'agriculture basée sur la culture de céréales (maïs, blé…) a encore une place importante mais tend à diminuer en faveur de zones résidentielles liées à la proximité de l'agglomération toulousaine puisque Saint-Lys se trouve dans son aire urbaine. L'artisanat ainsi que le commerce y sont bien représentés.

### Agriculture
La commune est dans les « Coteaux du Gers », une petite région agricole occupant une partie nord-ouest du département de la Haute-Garonne, caractérisée par une succession de coteaux peu accidentés, les surfaces cultivées étant entièrement dévolues aux grandes cultures. En 2020, l'orientation technico-économique de l'agriculture sur la commune est la culture de céréales et/ou d'oléoprotéagineuses.
|               | 1988  | 2000  | 2010  | 2020  |
| ------------- | ----- | ----- | ----- | ----- |
| Exploitations | 47    | 19    | 22    | 15    |
| SAU (ha)      | 1 627 | 1 660 | 1 488 | 1 297 |

Le nombre d'exploitations agricoles en activité et ayant leur siège dans la commune est passé de 47 lors du recensement agricole de 1988 à 19 en 2000 puis à 22 en 2010 et enfin à 15 en 2020, soit une baisse de 68 % en 32 ans. Le même mouvement est observé à l'échelle du département qui a perdu pendant cette période 57 % de ses exploitations,. La surface agricole utilisée sur la commune a également diminué, passant de 1 627 ha en 1988 à 1 297 ha en 2020. Parallèlement la surface agricole utilisée moyenne par exploitation a augmenté, passant de 35 à 86 ha.

## Culture locale et patrimoine

### Lieux et monuments
- La halle au centre-ville, restaurée mais fragilisée par la vie moderne.
- L'église Saint-Julien, de 1881, restaurée en 2010.
- Le moulin à vent du XIXe siècle, en fonctionnement jusqu'en 1947, aujourd'hui restauré et en fonctionnement mécanique pour les visites tous les dimanches de 14 h à 18 h.
- Le hameau de Mingecèbes, où Charles Mouly plaça les aventures des célèbres Catinou et Jacouti.

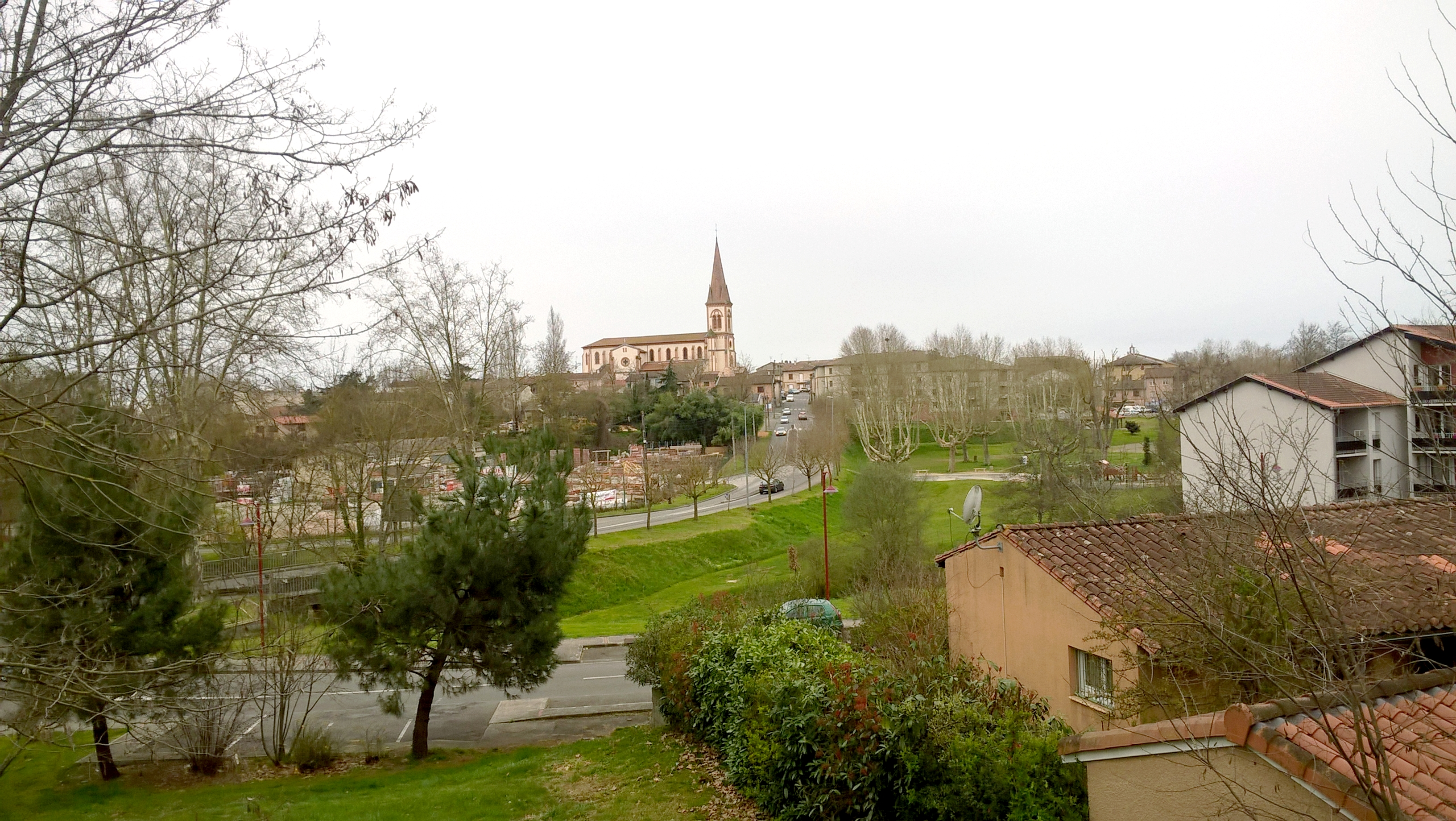
Vue sur Saint-Lys.
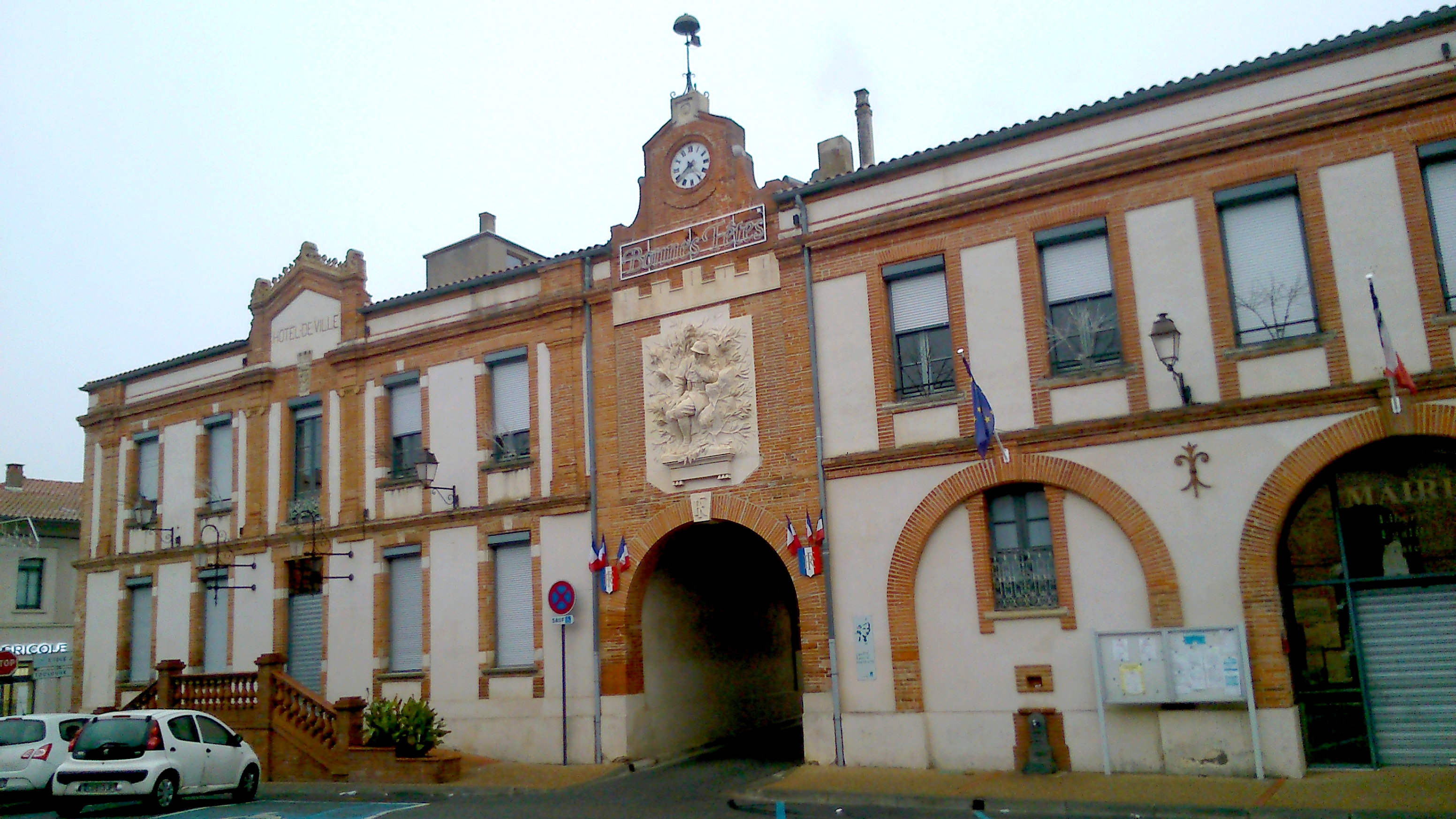
La mairie.
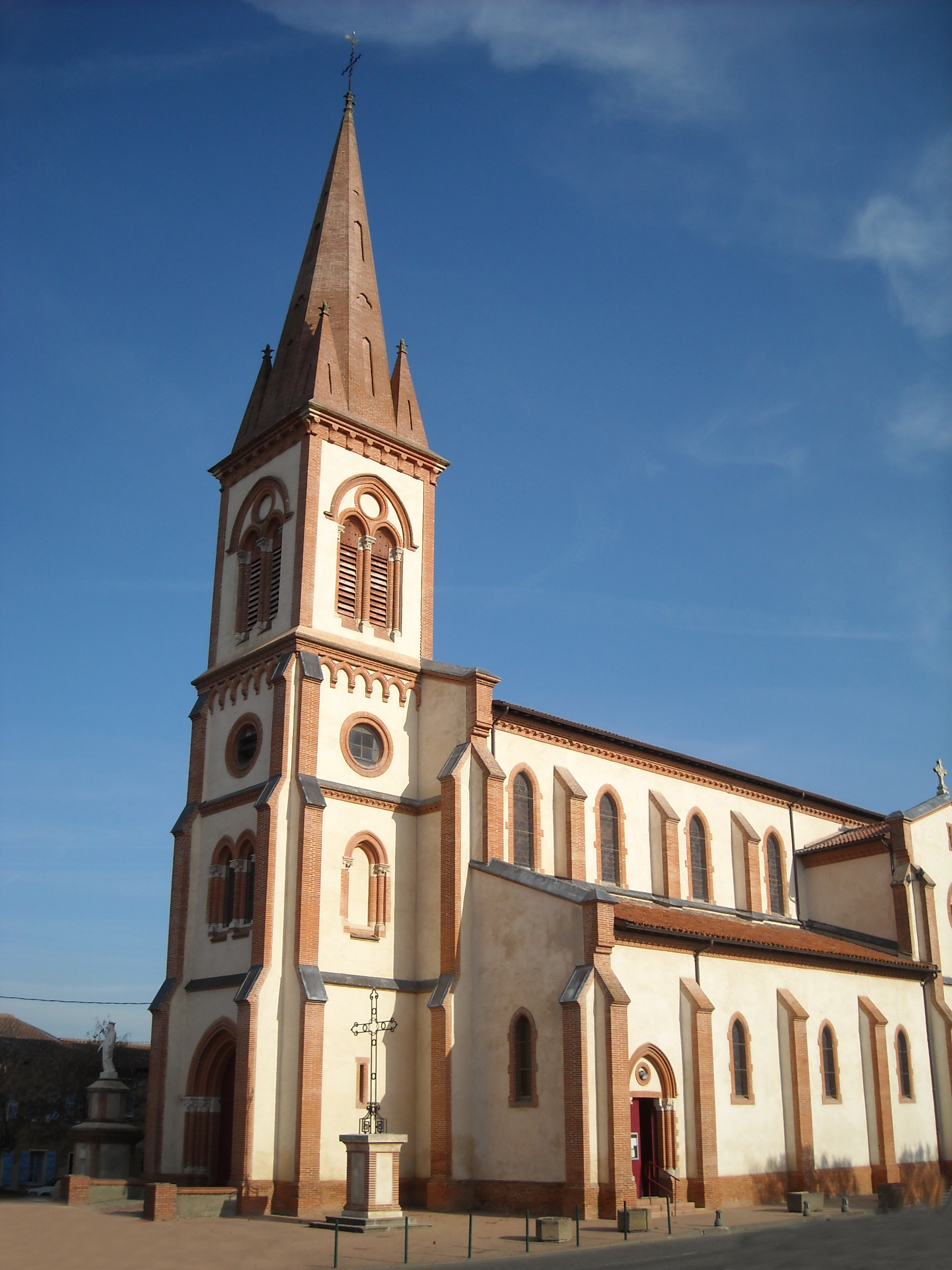
L'église Saint-Julien.
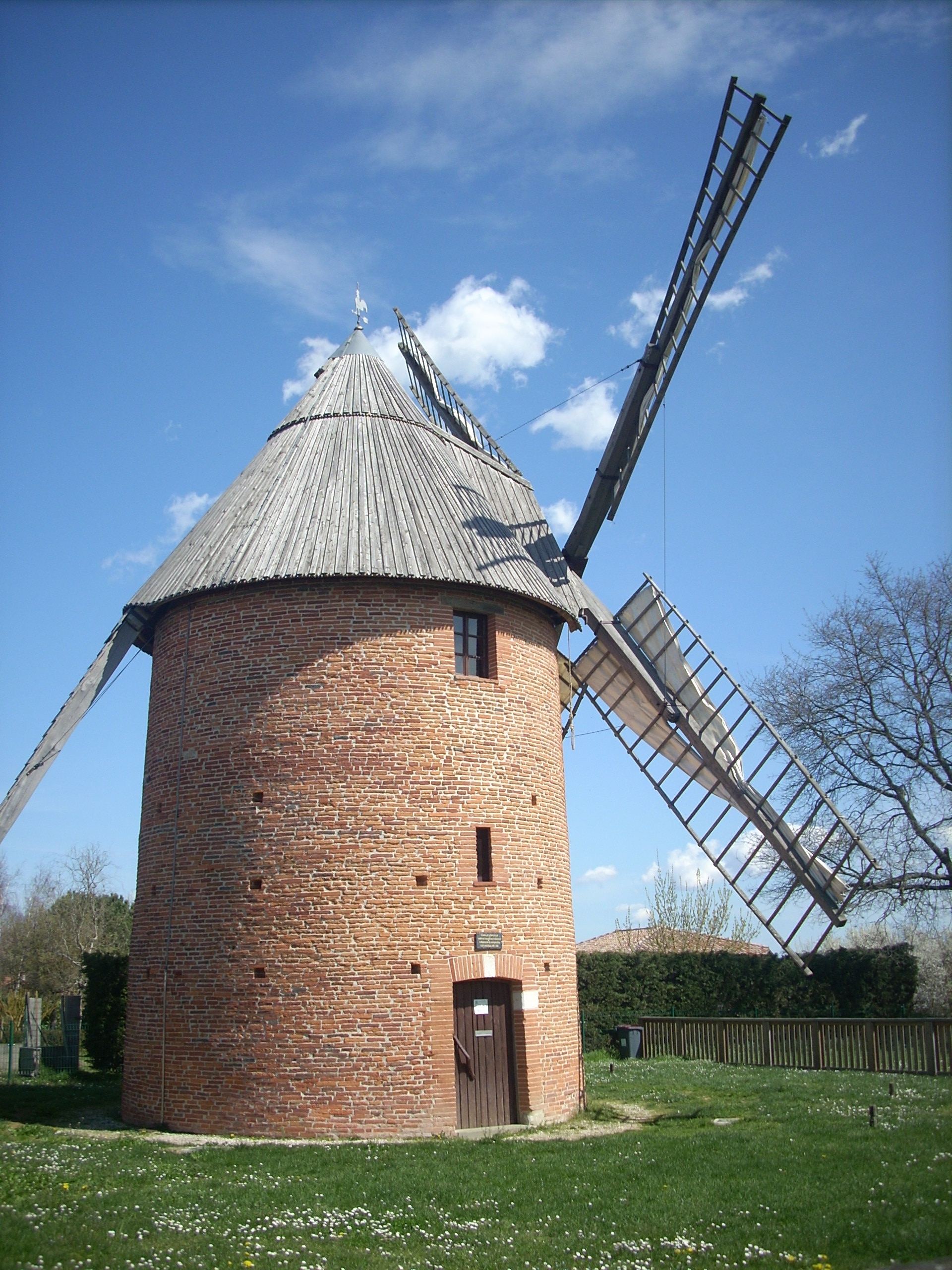
Moulin à vent de Saint-Lys.
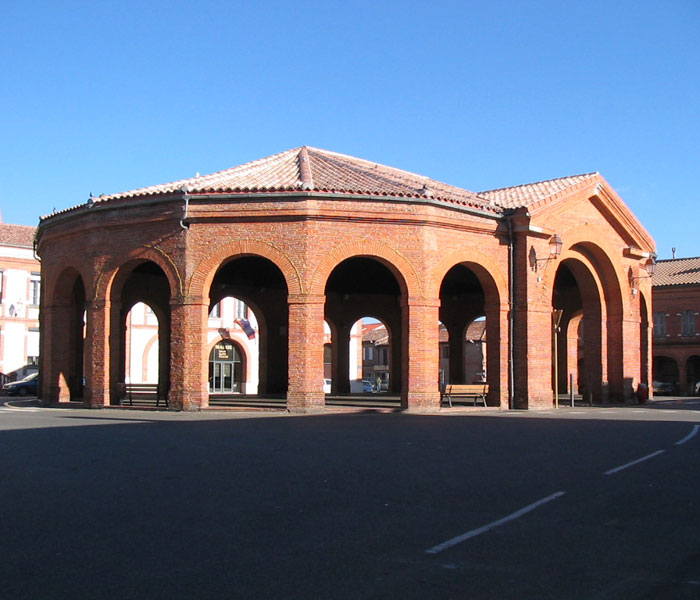
La halle.
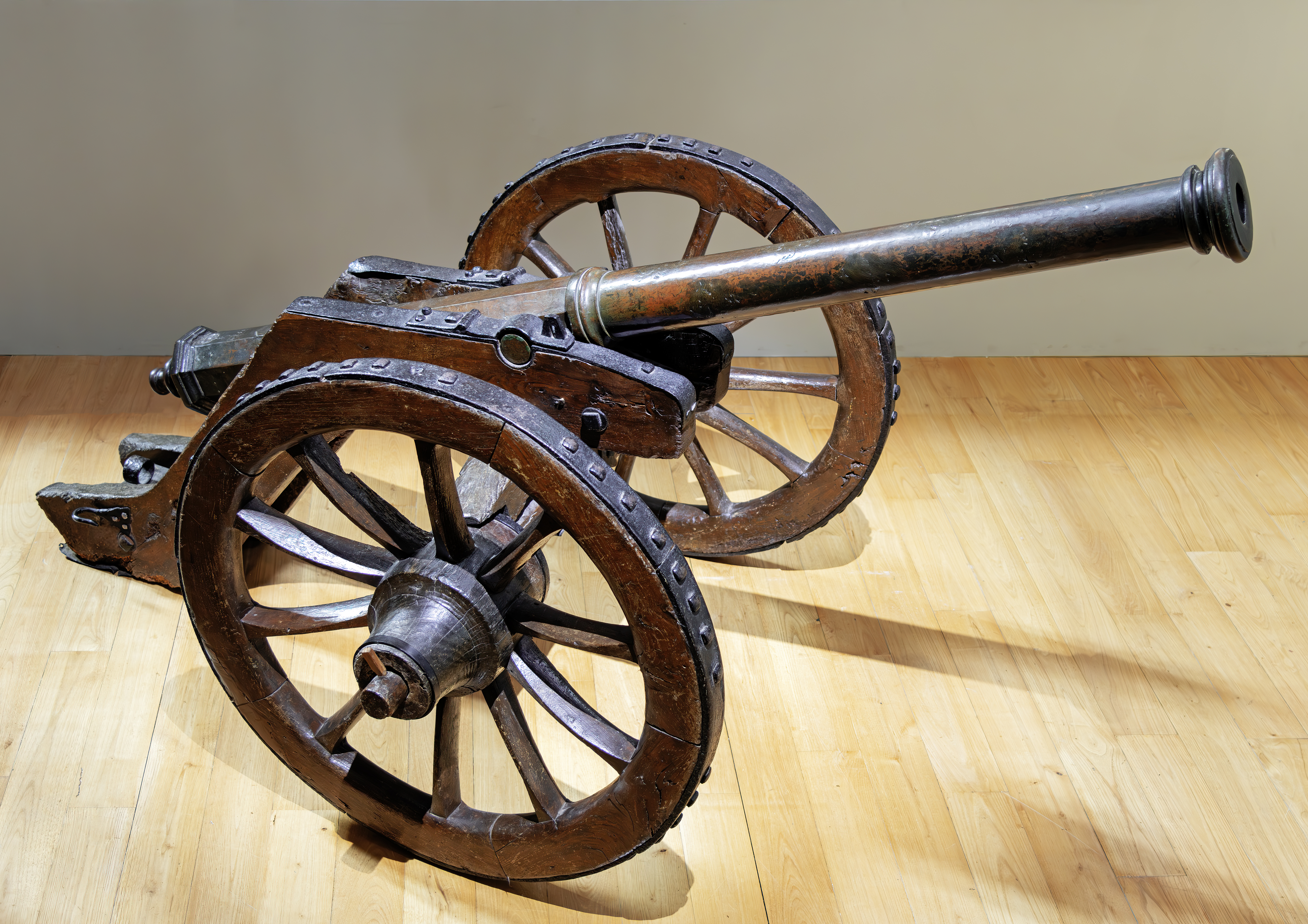
Le Fauconneau de Saint-Lys 1589.

### Personnalités liées à la commune
- Henry-Eugène Delacroix
- Charles Mouly
- Catinou et Jacouti
- Simon Savignol
- Eustache de Beaumarché
- Auguste Bastide d'Izard
- Paul Périgord
- Nicolau Rey-Bèthbéder
- Madeleine Richou